# Zabrodzie (województwo świętokrzyskie)
Zabrodzie – wieś w Polsce położona w województwie świętokrzyskim, w powiecie włoszczowskim, w gminie Kluczewsko.
W latach 1975–1998 miejscowość należała administracyjnie do województwa piotrkowskiego.

## Pochodzenie nazwy
Nazwa wsi pochodzi od słów „za brodem”, czyli oznacza, że wieś położona jest za brodem — miejscem przejścia przez rzekę. Po raz pierwszy nazwa pojawiła się w źródłach historycznych w 1578 r., jednak sama wieś istniała już dużo wcześniej.